# James Fallows

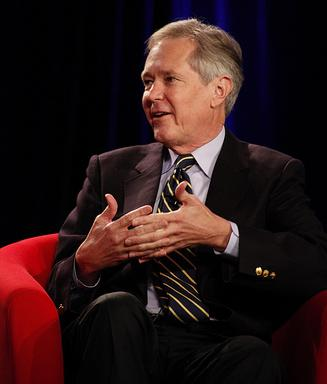
James Fallows während der National Chinese Language Conference, 2010

James M. Fallows (* 2. August 1949) ist ein US-amerikanischer Autor und Journalist.
Fallows war Redenschreiber für US-Präsident Jimmy Carter. Seit den späten 1970er Jahren arbeitet er für das US-Magazin The Atlantic.
1983 erhielt er den National Book Award for Nonfiction für sein Buch National Defense.
2019 wurde Fallows in die American Academy of Arts and Sciences gewählt.

## Veröffentlichungen
- Fallows, James: The water lords : Ralph Nader's study group report on industry and environmental crisis in Savannah, Georgia. Grossman Publishers, 1971 (englisch).
- Green, Mark; Fallows, James; Zwick, David: Who runs Congress? Bantam Books, New York 1972 (englisch).
- National Defense (1981). Random House. ISBN 0-394-51824-1
- More Like Us: Making America Great Again (1989). Houghton Mifflin. ISBN 0-395-49857-0
- Looking at the Sun: The Rise of the New East Asian Economic and Political System (1994). Vintage Paperback (reprint ed, 1995) ISBN 0-679-76162-4
- Breaking the News: How the Media Undermine American Democracy (1996). Pantheon Books. ISBN 0-679-44209-X. Vintage Paperback (1997) ISBN 0-679-75856-9
- Free Flight: Inventing the Future of Travel (2001). PublicAffairs Paperback (2002) ISBN 1-58648-140-1
- Blind into Baghdad: America's War in Iraq (2006). Vintage. ISBN 978-0-307-27796-1
- Postcards from Tomorrow Square: Reports from China (2009) Knopf. ISBN 978-0-307-47262-5
- China Airborne (2012) Random House. ISBN 978-0-375-42211-9